# Санкт-Петербургское высшее общевойсковое командное училище
Санкт-Петербургское высшее общевойсковое командное дважды Краснознамённое училище имени С. М. Кирова (сокращённо СПбВОКУ) — высшее военное учебное заведение в СССР, существовавшее с 1918 по 1999 год.

## Создание училища
24 мая 1918 года распоряжением трудовой коммуны Ораниенбаума на базе Ораниенбаумской офицерской стрелковой школы была создана Ораниенбаумская пулемётная школа РККА. 1 июля того же года в школе начались занятия, а сама она была переименована в Ораниенбаумские пулемётные курсы РККА. 16 сентября состоялся первый выпуск курсантов: из 78 человек первого набора выпускниками стали только пятеро, поскольку остальные погибли на фронтах или числились ранеными в госпиталях. Второй выпуск курсантов состоялся 5 декабря 1918 года, когда на фронт убыли ещё 28 командиров, третий — 1 февраля 1919 года (60 командиров).
В течение всего 1919 года состоялось пять выпусков общей численностью 201 человек. 1 марта 1919 года заведующим курсов был назначен выпускник юнкерского пехотного училища М. П. Карпов, уступивший 6 ноября эту должность выпускнику А. Н. Никитину. 8 июля того же года курсам было присвоено имя Л. Д. Троцкого. В связи с необходимостью отправки командиров на фронт сроки обучения были сокращены до 2—4 месяцев, что осложняло учебный процесс. Неоднократно курсы в полном составе отправлялись на фронт. Курсанты, действуя в составе четырёх манёвренных отрядов, участвовали в разных боях на фронтах Гражданской войны — в частности, в составе Сводной курсантской бригады они воевали против войск барона Врангеля. За весь 1920 год курсы осуществили четыре выпуска командиров общим числом 98 человек.
1 апреля 1920 года курсы были переведены в Петроград и переименованы в 5-е пехотные Петроградские курсы РККА. Личный состав занял дома 10 и 12 по улице Садовой (бывший Александровский кадетский корпус). На тот момент курсы состояли из трёх рот и насчитывали 306 курсантов и 22 человека командного состава. С 27 августа 1920 года они носили название 7-е Петроградские пехотные командные курсы имени тов. Троцкого: на тот момент они состояли из четырёх рот и 18 учебных взводов.
С 1 февраля 1921 года курсы сменили название — 9-я Петроградская имени тов. Троцкого пехотная школа, с 1 февраля 1924 года — 1-я Ленинградская пехотная школа, с 24 октября 1924 года — Ленинградская пехотная школа, с 18 августа 1925 года — Ленинградская пехотная школа имени тов. Склянского. В августе 1920 года в состав курсов были переданы Новгородские пехотные курсы, а в 1921 году — командные курсы Петроградского военного округа.
17 сентября 1926 года согласно предписанию начальника Управления военно-учебных заведений РККА в состав Ленинградской пехотной школы была включена Интернациональная Краснознамённая военная школа (существовала под разными наименованиями с 14 ноября 1918 года). Весь её личный состав (141 человек), материальная база, а несколько позже — приказом Приказ Реввоенсовета СССР от 20 июня 1927 года — и знамя с орденом Красного Знамени переданы Ленинградской пехотной школе имени тов. Склянского. Объединённое учебное заведение получило наименование Ленинградская пехотная Краснознамённая школа имени тов. Склянского.

## Межвоенное время
Всё это время Ленинградская пехотная школа уверенно числилась в числе передовых военно-учебных заведениях РККА, учёба в ней была престижной для будущих командиров.
В связи в реформой системы военного образования в СССР приказом Наркома обороны СССР от 5 апреля 1937 года школа была преобразована в Ленинградское пехотное Краснознамённое училище имени тов. Склянского. В 1937 году срок обучения был сокращён с 3 до 2 лет. Приказом Наркома обороны СССР от 28 января 1938 года в наименовании училища имя Склянского было снято и вместо него присвоено имя С. М. Кирова. Соответственно, училище с этого дня именуется Ленинградское пехотное Краснознамённое училище имени С. М. Кирова. В том же 1938 году почти половина выпуска (около 60 человек) были направлены в ОКДВА, где многие выпускники училища принимали участие в боях на озере Хасан, за отличия 12 из них награждены орденами СССР. В 1939 году несколько выпускников училища участвовали в боях на Халхин-Голе.
С началом советско-финской войны в декабре 1939 года был произведён досрочный выпуск лейтенантов из училища, почти все они (около 200 человек) направлены в действующую армию. На этой войне 11 выпускников училища стали Героями Советского Союза.
С 1927 по июнь 1941 года в училище было произведено 29 выпусков общей численностью 4148 человек.

## Великая Отечественная война
С 30 июня по 18 августа 1941 года училище в полном составе (2102 человек при 4 артиллерийских орудиях и 16 миномётах) принимало участие в боях с немецкими захватчиками в составе Лужской оперативной группы войск Северного фронта на территории Кингисеппского и Волосовского районов Ленинградской области. В боях училище потеряло 797 человек, из них 173 человека убитыми и 150 пропавшими без вести, но ценой этих потерь и благодаря массовому героизму они свыше месяца сдерживали немецкое наступление на Ленинград. Начальником училища тогда был полковник Мухин.
Вместе со 177-й и 191-й стрелковыми дивизиями, 1-й дивизией народного ополчения и другими частями курсанты Ленинградского пехотного училища участвовали в Лужской оборонительной операции. 10 июля 1941 года передовые отряды немцев подошли к реке Плюссе. Протяжённость Лужской оборонительной позиции составляла почти 250 км от Финского залива по берегам рек Луга, Мшага и Шелонь до озера Ильмень; курсанты Ленинградского пехотного училища занимали позиции на правом фланге под Кингисеппом вместе со 194-й стрелковой дивизией. Согласно командующему войсками Северного фронта генерал-лейтенанту М. М. Попову, на 18-километровом фронте у курсантов было всего 5 орудий, хотя начальник артиллерии Северного фронта В. П. Свиридов обещал выделить один дивизион из 1-го Ленинградского артиллерийского училища.
14 июля передовые отряды противника вышли к реке Луга в 20—25 км к юго-востоку от Кингисеппа и захватили переправы сначала в районе Поречье — Ивановское, а затем у деревни Большой Сабск, однако благодаря контратакам курсантов Ленинградского пехотного училища, 2-й дивизии народного ополчения и танкистов батальона Ленинградских бронетанковых КУКС продвижение немцев удалось остановить. С 14 по 18 июля войска 11-й армии держали на Лужском рубеже оборону, сумев даже перейти в контратаку, освободить город Сольцы и отбросить противника на 40 км на запад. Это сыграло свою роль в том, что немцы вынуждены были остановить 19 июля наступление на Ленинград.
Согласно директиве заместителя Наркома обороны 21 — 29 августа 1941 года училище передислоцируется в город Березники Молотовской области (в эвакуацию уехали курсанты младших курсов, старшекурсникам было досрочно без экзаменов присвоено звание лейтенантов и они убыли в действующую армию). По приказу Народного комиссара обороны СССР училищу присвоено наименование 1-е Ленинградское Краснознамённое военное пехотное училище имени С. М. Кирова.
К январю 1942 года в училище действовало уже 5 батальонов курсантов (до войны было 3 батальона). Срок обучения сократился сначала до 6 месяцев, а затем и до 3-х, учебный день составлял 12 часов, выходные дни были отменены.
За образцовое выполнение боевых заданий командования на фронте борьбы с немецкими захватчиками и проявленные при этом доблесть и мужество Указом Президиума Верховного Совета СССР от 6 февраля 1942 года училище награждено вторым орденом Красного Знамени.
С октября 1941 по август 1943 года училищем было направлено в действующую армию 5997 курсантов в качестве рядовых бойцов, из которых трое (Л. Д. Голев, Е. В. Утев и В. Ф. Здунов) были удостоены звания Героя Советского Союза. Всего за годы войны училищем было произведено 19 ускоренных выпусков общей численностью в 4693 человека (в том числе 2442 в звании младших лейтенанта). 27 воспитанников училища за годы войны стали Героями Советского Союза, 121 человек получили генеральские звания, а 10 воспитанников училища в годы войны командовали армиями (в том числе Герои Советского Союза Н. Э. Берзарин, С. И. Черняк и И. Т. Шлемин).
30 апреля 1945 года училище вернулось в Ленинград на прежнее место дислокации в здание бывшего Пажеского корпуса в Воронцовском дворце (улица Садовая, д. 26).

## Послевоенные годы

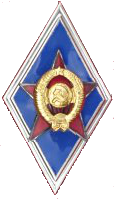
Нагрудный знак,
ВС СССР,
за окончание военно-учебного заведения — высших военных училищ и военных институтов.

4 мая 1946 года училищу торжественно вручено Боевое Знамя нового образца.
В 1948 году училище перешло на двухгодичный курс обучения, в 1953 году — на трёхгодичный.
В марте 1954 года училище получило наименование Ленинградское дважды Краснознамённое пехотное училище имени С. М. Кирова.
В 1950-х годах была выдвинута идея соединения в одном учебном заведении Суворовского училища и общевойскового офицерского училища. Идея, имевшая целью более тесное соединение общеобразовательной и военной подготовки, прошла проверку в ряде военно-учебных заведений, в том числе и в Ленинградском пехотном училище. В 1955 году оно было реорганизовано в Ленинградское дважды Краснознаменное Суворовское офицерское училище имени С. М. Кирова. Позже вновь разделено на два училища.
21 июня 1958 года постановлением Совета Министров СССР Ленинградское дважды Краснознамённое пехотное училище имени С. М. Кирова было переименовано в Ленинградское высшее общевойсковое командное дважды Краснознамённое училище имени С. М. Кирова с четырёхлетним сроком обучения. Первый выпуск офицеров в новом качестве состоялся в августе 1961 года. Тогда же училище было переведено в Петродворец, в бывший военный городок лейб-гвардии Уланского полка, а Воронцовский дворец был передан Ленинградскому суворовскому военному училищу.
С 1970 года училище занималось подготовкой офицеров по специальности «командная общевойсковая, эксплуатация боевых машин пехоты, бронетранспортеров и автомобилей».
В Афганской войне участвовало 508 выпускников СПБВОКУ, из которых 64 человека командовали ротами, 28 — батальонами, 8 — полками. 40 выпускников погибли в боях. Звания Героя Советского Союза были удостоены генерал-полковник Б. В. Громов и лейтенант Н. А. Кузнецов (посмертно).
С 1989 года в училище велась подготовка по профилю морской пехоты.
21 декабря 1991 года приказом Министра обороны СССР училище было переименовано в Санкт-Петербургское высшее общевойсковое командное дважды Краснознамённое училище имени С. М. Кирова.
В первой и второй чеченских войнах участвовали более 800 выпускников училища, из которых 34 погибли. 17 офицеров удостоены звания Героев Российской Федерации, в том числе 7 посмертно. В частности, в Первой чеченской войне участвовал как минимум 141 выпускник СПБВОКУ, из них — 11 командиров батальонов, 2 командира рот, 72 командира взвод. Из этого числа выпускников 44 были выпускниками 1994 года.
В 1993 году в училище был открыт специальный факультет по подготовке иностранных военных специалистов.
29 августа 1998 года вышло постановление Правительства Российской Федерации № 1009 о реорганизации военных вузов, согласно которому СПбВОКУ должно было быть ликвидировано до 1 января 2000 года. Досрочно расформировано 1 апреля 1999 года. Освободившиеся площади были переданы Санкт-Петербургской специальной средней школе милиции МВД России.
Всего училище произвело 120 выпусков за всю историю своего существования. Его окончили 22 489 офицеров, из которых 5 стали генералами армии, 11 — генерал-полковниками, 32 генерал-лейтенантами и более 230 — генерал-майорами.

## Начальники
С момента образования училища и до его расформирования его начальниками были:
- 24.05.1918 — 25.12.1918 — Александров, Леонид Григорьевич (полковник РИА)
- 16.06.1920 — 21.01.1921 — Ежов, Павел Никандрович (штабс-капитан РИА)
- 16.06.1921 — 25.01.1926 — Казанский, Евгений Сергеевич
- 03.02.1926 — 15.12.1926 — Кунцевич, Василий Петрович
- 15.12.1926 — 15.12.1928 — Инно, Александр Александрович (штабс-капитан РИА)
- 31.12.1928 — 10.10.1930 — Рохи, Вильям Юрьевич
- 15.11.1930 — 19.01.1934 — Кальван, Иосиф Иванович
- 29.03.1934 — 17.07.1935 — Понеделин, Павел Григорьевич
- 27.10.1935 — 03.04.1938 — Тюрин, Александр Алексеевич, комбриг
- 07.04.1938 — 25.06.1942 — Мухин, Герасим Васильевич, полковник
- 25.06.1942 — 08.06.1943 — Ерошенко, Пётр Савельевич, полковник
- 08.06.1943 — 26.03.1950 — Песчанский, Фёдор Григорьевич, генерал-майор
- 18.04.1950 — 27.04.1953 — Абашкин, Василий Тимофеевич, генерал-майор
- 27.04.1953 — 10.11.1956 — Добровольский, Фёдор Григорьевич, генерал-майор
- 10.11.1956 — 29.11.1958 — Лазарев, Константин Аркадьевич, генерал-майор
- 29.11.1958 — 25.10.1969 — Гига, Василий Антонович, генерал-майор
- 25.10.1969 — 23.07.1975 — Бельтюков, Виктор Петрович, генерал-майор
- 23.07.1975 — 24.04.1986 — Бадейкин, Николай Григорьевич, генерал-лейтенант
- 24.04.1986 — 22.10.1988 — Смирнов, Николай Николаевич, генерал-майор
- 22.10.1988 — 13.08.1991 — Голубев, Василий Степанович, генерал-майор
- 13.08.1991 — 08.04.1994 — Абрамов, Олег Иванович, генерал-майор
- 08.04.1994 — 07.02.1997 — Чернов, Валерий Иванович, генерал-лейтенант
- 01.03.1997 — 01.04.1999 — Левшин, Александр Владимирович, генерал-майор

## Память
После расформирования училища был образован Совет ветеранов и выпускников, первым председателем которого стал полковник И. П. Буланов. С 2004 года обязанности председателя исполняет полковник Л. Д. Грудницкий, выпускник 1973 года.
24 мая 2008 года, в день 90-летия училища был открыт мемориальный комплекс, посвящённый выпускникам СПбВОКУ, погибшим в Афганистане и Чечне.

## Комментарии
1. ↑  Интернациональная военная школа была награждена этим орденом в 1922 году за отличные боевые действия сводного лыжного отряда курсантов и преподавателей школы при ликвидации финской «Карельской авантюры»[7].